# سفيان شرفة
سفيان شرفة (13 أغسطس 1984 بتولوز في فرنسا - ) (بالفرنسية: Sofyane Cherfa)‏ هو لاعب كرة قدم فرنسي في مركز الدفاع. لعب مع ستاد ريمس وشباب قسنطينة ونادي أومونيا ونادي سيدان ونادي شاتورو ونادي لوهان كويسو ونادي موناكو وPanthrakikos F.C. ‏.

## وصلات خارجية
- سفيان شرفة على موقع رابطة كرة القدم الفرنسية للمحترفين (الإنجليزية)
- سفيان شرفة على موقع قاعدة بيانات كرة القدم.إي يو (الإنجليزية)
- سفيان شرفة على موقع Soccerway.com (الإنجليزية)